# Pierre à lécher

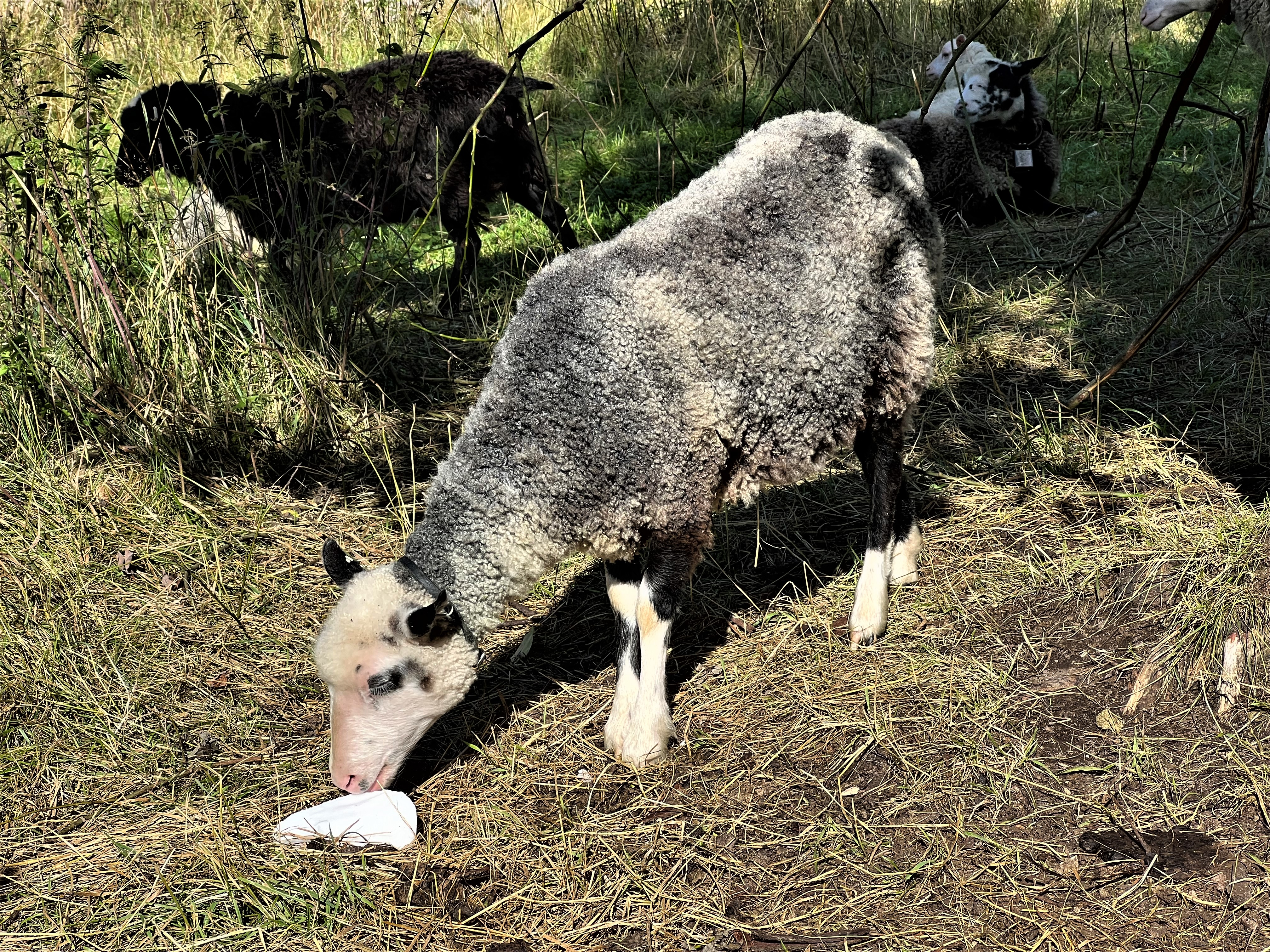
Mouton de race Svärdsjö léchant une pierre à sel en Suède.

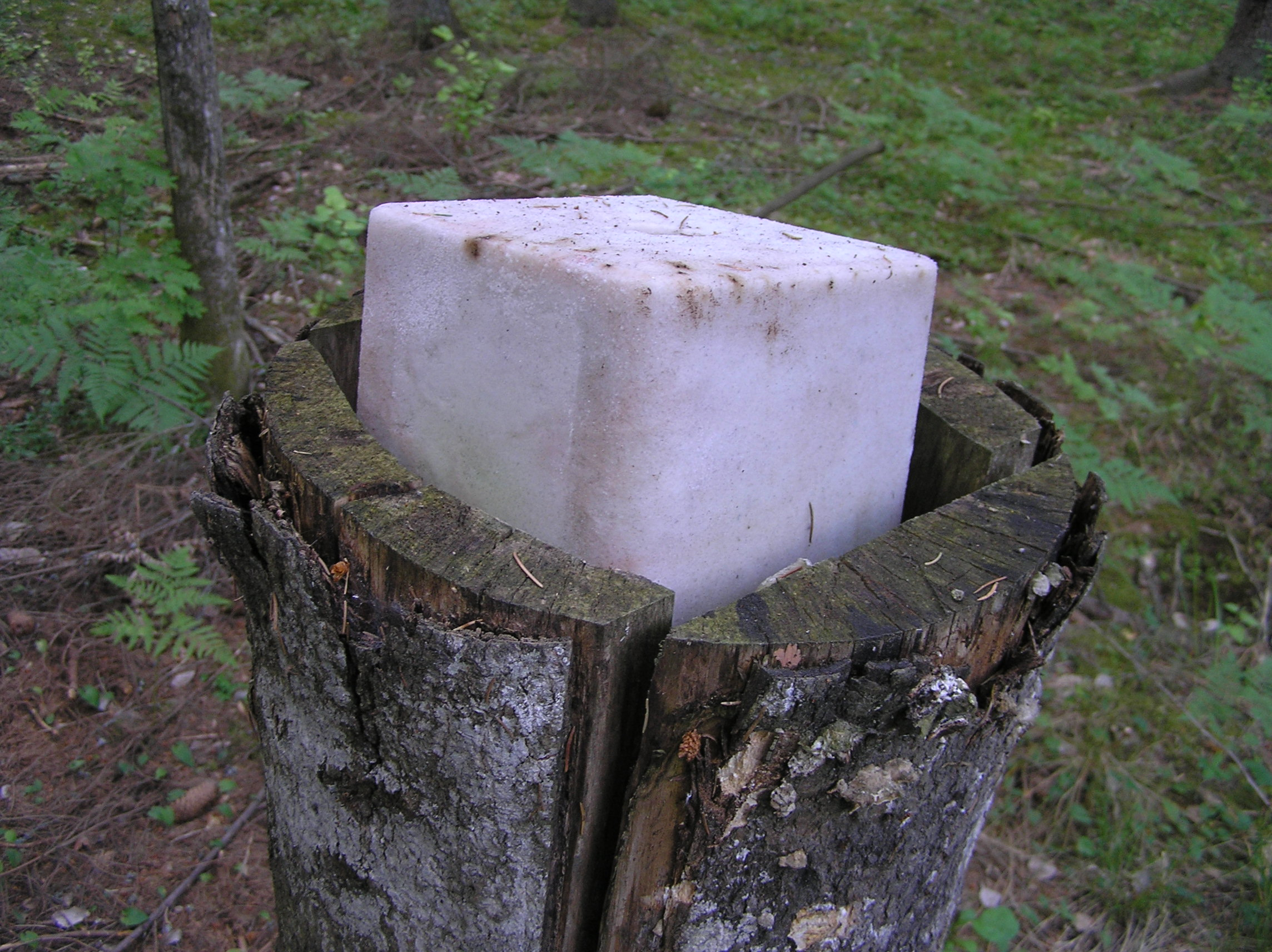
Bloc à lécher.

Une pierre à lécher, bloc à lécher, ou pierre à sel, est un complément alimentaire pour animaux se présentant sous la forme d'un bloc de quelques kilogrammes, composé principalement de sels minéraux, en particulier de chlorure de sodium. Elle est mise à la disposition des animaux d'élevage comme les ruminants et les équidés pour satisfaire leurs besoins en minéraux et favoriser leur abreuvement. Certains chasseurs les utilisent aussi pour le grand gibier.
Différentes types de pierres sont commercialisées ; leurs formules peuvent différer selon les espèces auxquelles elles sont destinées. Elles sont si attractives pour certaines espèces qu'elles servent parfois à appâter des pièges.
Remarque : le nom de « pierre à sel » était autrefois donné à certains types de roches.

## En agriculture et élevage
La pierre à lécher est un moyen simple d'apporter aux animaux un complément de sels minéraux ou d'oligo-éléments destiné à pallier ou éviter d'éventuelles carences en sels minéraux, en particulier dans le cas des animaux en pâture non approvisionnés en aliments composés équilibrés. 
Le « sel de bétail », une alternative à la pierre à lécher, est parfois mélangé aux pommes de terre afin de préparer les repas servis aux porcins. Ce stimulus permet d'induire la soif chez l'animal. Cette mixture, d'origine anglaise, est mieux connue sous le nom de Blind Pig.

## Pour la chasse

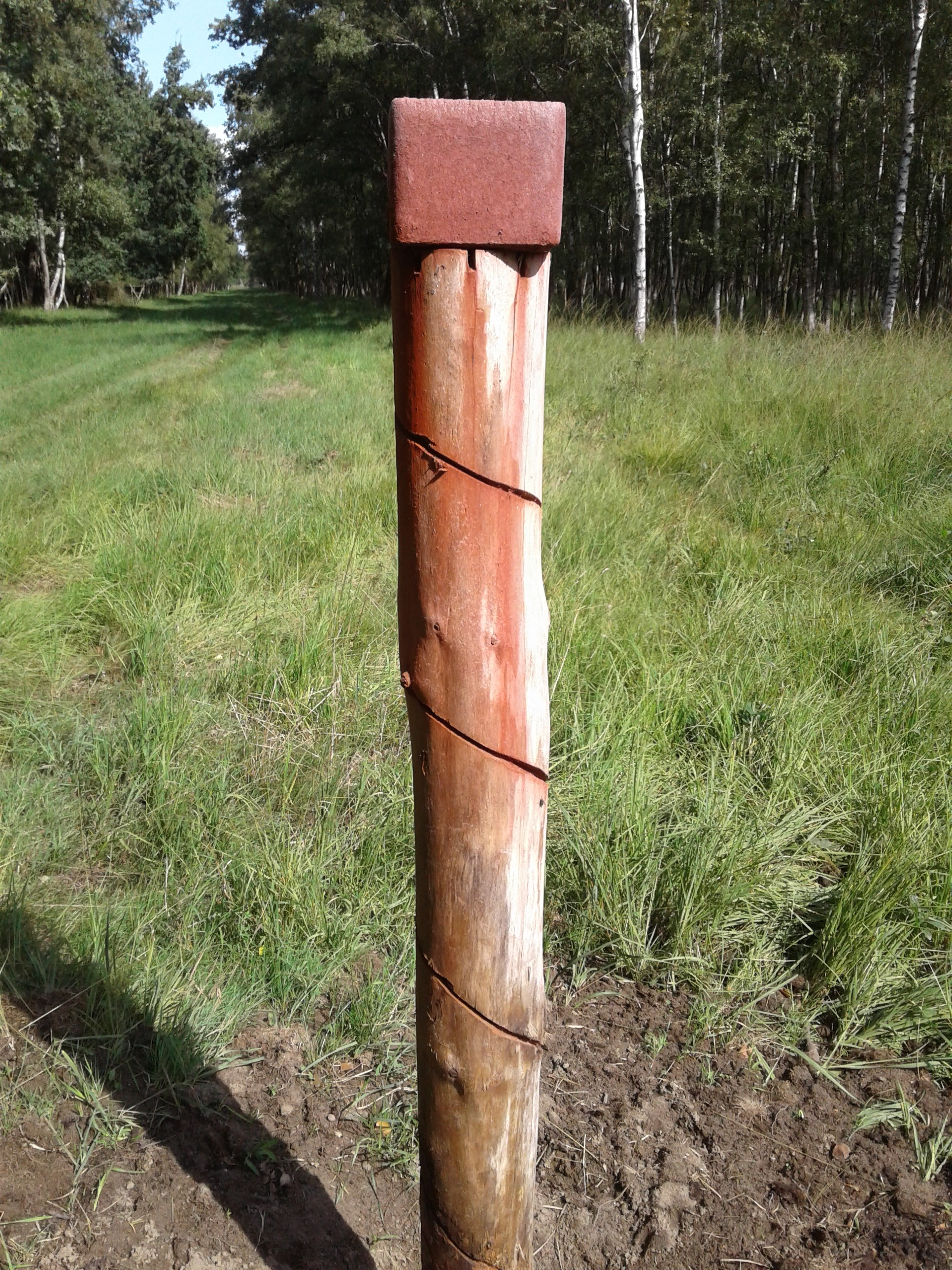
Pierre à lécher installée par des chasseurs pour le cerf élaphe, dans la tourbière de Bannauer Kehrsener, près de Gudow, au Schleswig-Holstein (Allemagne).

La pierre à sel est aussi utilisée en complément de l'agrainage pour le grand gibier (cerf, chevreuil, sanglier). Elle est parfois disposée en hauteur, par exemple sur un tronc, hors d'atteinte, de façon que l'eau de pluie ruisselle en se chargeant de sel et que tous les animaux puissent en profiter sans excès. 
Comme certaines zones herbacées attractives (cultures cynégétiques parfois) et certains points d'eau, la pierre à sel contribue à fixer certains animaux sur le territoire (des observations faites en Bourgogne indiquent que les sangliers sont plus attirés par les points d'eau, les blaireaux par les mangeoires au pâturage (Payne, 2014) alors que les cervidés le sont par les pierres à sel, avec l'inconvénient qu'attirer des animaux au même endroit peut favoriser la transmission de maladies ou parasitoses.